# Károly Hauszler
Károly Hauszler (* 19. März 1952 in Budapest; † 28. Oktober 2023 in Budapest) war ein ungarischer Wasserballer.
Er gewann bei den Olympischen Sommerspielen 1980 in Moskau im Wasserballturnier die Bronzemedaille.